# O Canada
O Canada (engelska), Ô Canada (franska) eller ᐆ ᑲᓇᑕ (Uu Kanata) (inuktitut) är Kanadas nationalsång. 
Musiken är komponerad av Calixa Lavallée, och den franska originaltexten är skriven av sir Adolphe-Basile Routhier. Den officiella engelska texten är baserad på en dikt skriven av Robert Stanley Weir 1908 och är ej en direktöversättning av den franska. 1968 gjordes ytterligare ändringar i den officiella engelska texten. 
Tidigare var God Save the King Kanadas nationalsång och först den 1 juli 1980 fick O Canada denna officiella status.